# Série d'Eisenstein
 (mai 2012).
Si vous disposez d'ouvrages ou d'articles de référence ou si vous connaissez des sites web de qualité traitant du thème abordé ici, merci de compléter l'article en donnant les références utiles à sa vérifiabilité et en les liant à la section « Notes et références ».
En mathématiques, les séries d'Eisenstein désignent certaines formes modulaires dont le développement en série de Fourier peut s'écrire explicitement.

## Séries d'Eisenstein du groupe modulaire

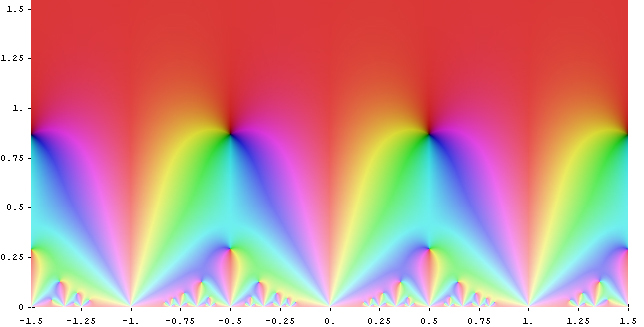
G_{4}

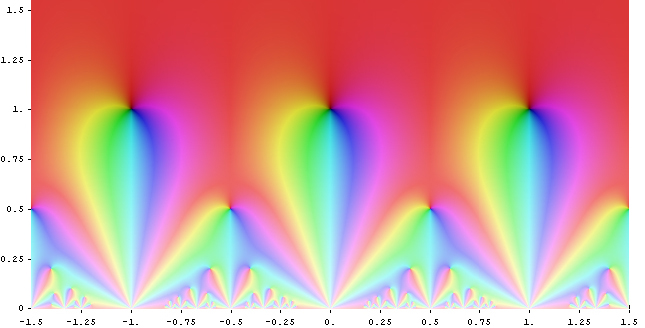
G_{6}

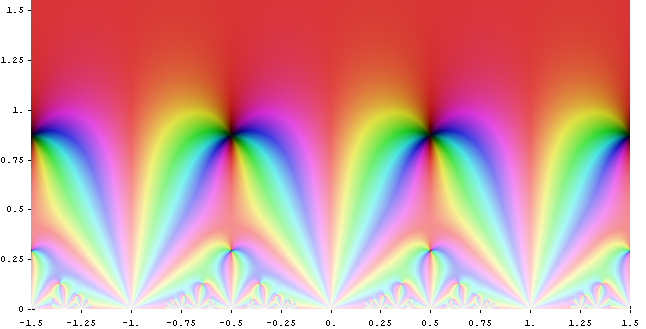
G_{8}

Pour tout entier k ≥ 2, la série d'Eisenstein G2k est la fonction holomorphe sur le demi-plan des nombres complexes de partie imaginaire strictement positive définie par
{\displaystyle G_{2k}(\tau )=\sum _{(m,n)\in \mathbb {Z} ^{2}\setminus \{(0,0)\}}{\frac {1}{(m+n\tau )^{2k}}}.}
C'est une forme modulaire de poids 2k, propriété incluant que pour tous entiers relatifs a, b, c, d tels que ad – bc = 1,
{\displaystyle G_{2k}\left({\frac {a\tau +b}{c\tau +d}}\right)=(c\tau +d)^{2k}G_{2k}(\tau ).}

## Relations de récurrence
Toute forme modulaire holomorphe pour le groupe modulaire peut être écrite comme polynôme en G4 et G6 grâce à la relation de récurrence suivante (qui fait intervenir des coefficients binomiaux) :
{\displaystyle {\rm {soit}}\quad d_{k}=(2k+3)k!G_{2k+4},\quad {\rm {alors}}\quad \sum _{k=0}^{n}{n \choose k}d_{k}d_{n-k}={\frac {2n+9}{3n+6}}d_{n+2}.}
Les dk apparaissent dans le développement en série entière de la fonction de Weierstrass :
{\displaystyle \wp (z)={\frac {1}{z^{2}}}+z^{2}\sum _{k=0}^{\infty }{\frac {d_{k}z^{2k}}{k!}}={\frac {1}{z^{2}}}+\sum _{k=1}^{\infty }(2k+1)G_{2k+2}z^{2k}.}

## Séries de Fourier

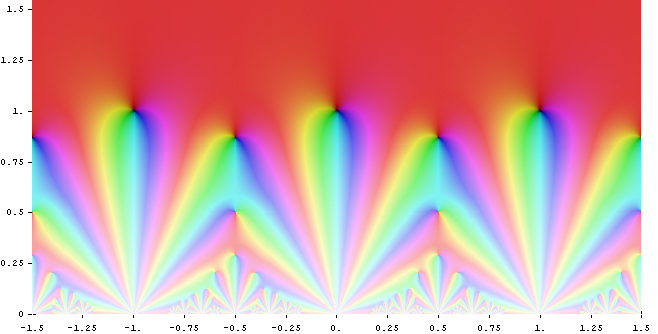
Série de Eisenstein G_{10}

Posons  {\displaystyle q={\rm {e}}^{2\pi {\rm {i}}\tau }}. Alors les séries de Fourier des séries d'Eisenstein sont :
{\displaystyle G_{2k}(\tau )=2\zeta (2k)\left(1+c_{2k}\sum _{n=1}^{\infty }\sigma _{2k-1}(n)q^{n}\right)}
où les coefficients de Fourier c2k sont donnés par :
{\displaystyle c_{2k}={\frac {(2\pi {\rm {i}})^{2k}}{(2k-1)!\zeta (2k)}}={\frac {-4k}{B_{2k}}},}
les Bn désignant les nombres de Bernoulli, ζ la fonction zêta de Riemann et σp(n) la somme des puissances p-ièmes des diviseurs de n. En particulier,
{\displaystyle G_{4}(\tau )={\frac {\pi ^{4}}{45}}\left(1+240\sum _{n=1}^{\infty }\sigma _{3}(n)q^{n}\right)\quad {\rm {et}}\quad G_{6}(\tau )={\frac {2\pi ^{6}}{945}}\left(1-504\sum _{n=1}^{\infty }\sigma _{5}(n)q^{n}\right).}
La somme sur q se resomme en une série de Lambert :
{\displaystyle \sum _{n=1}^{\infty }q^{n}\sigma _{a}(n)=\sum _{n=1}^{\infty }{\frac {n^{a}q^{n}}{1-q^{n}}}}
pour tout nombre complexe q de module strictement inférieur à 1.

## Identités de Ramanujan
Ramanujan a donné de nombreuses identités intéressantes entre les tout premiers termes : pour
{\displaystyle L(q):=1-24\sum _{n=1}^{\infty }{\frac {nq^{n}}{1-q^{n}}},\quad M(q):=1+240\sum _{n=1}^{\infty }{\frac {n^{3}q^{n}}{1-q^{n}}}\quad {\rm {et}}\quad N(q):=1-504\sum _{n=1}^{\infty }{\frac {n^{5}q^{n}}{1-q^{n}}},}
on a
{\displaystyle q{\frac {{\rm {d}}L}{{\rm {d}}q}}={\frac {L^{2}-M}{12}},\quad q{\frac {{\rm {d}}M}{{\rm {d}}q}}={\frac {LM-N}{3}}\quad {\rm {et}}\quad q{\frac {{\rm {d}}N}{{\rm {d}}q}}={\frac {LN-M^{2}}{2}}.}